# Appelkot

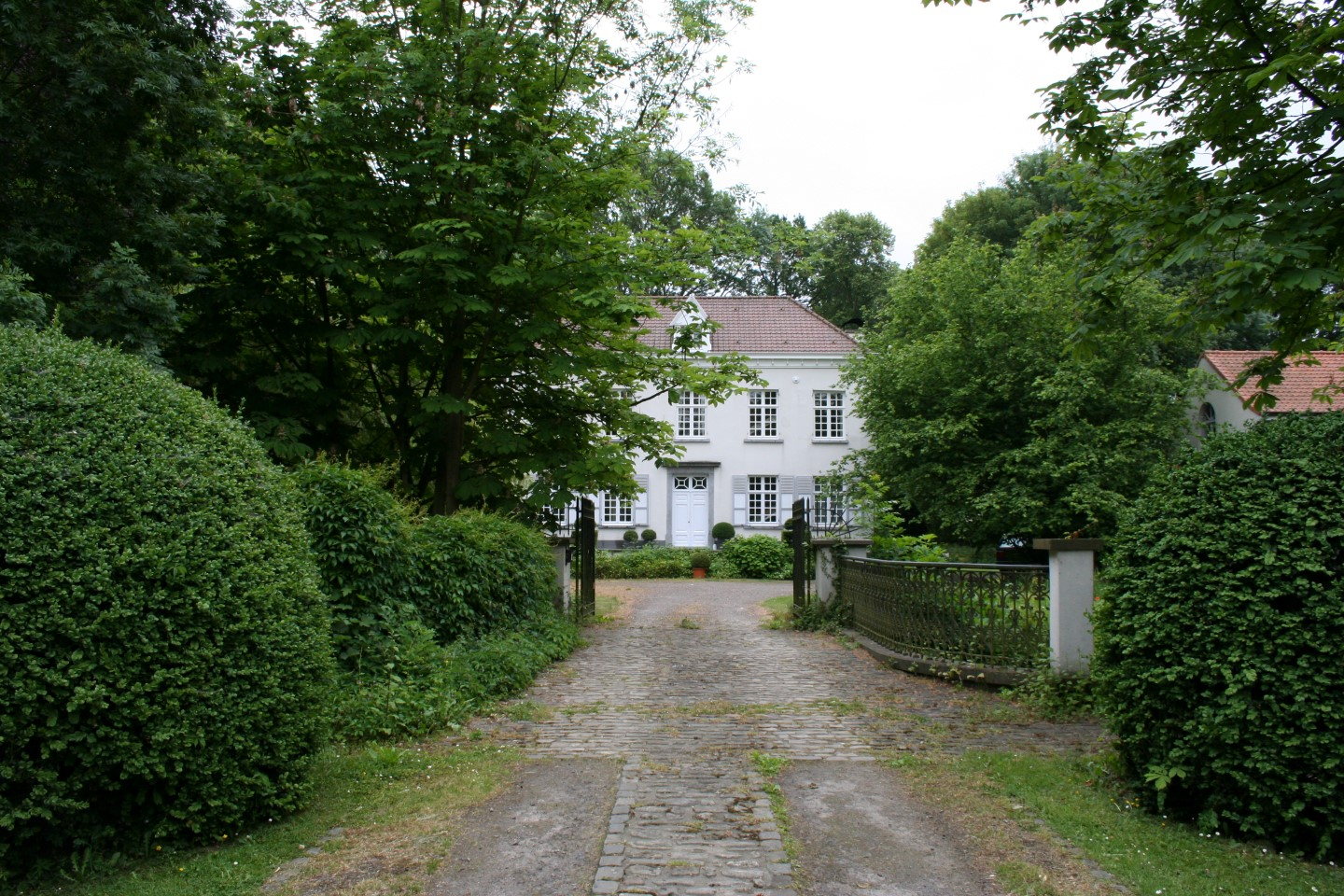
Domein Appelkot

Het domein Appelkot (ook: Hof ter Spelt) bevindt zich in de Vlaams-Brabantse plaats Merchtem aan Terspelt 25.

## Geschiedenis
De geschiedenis van het domein gaat terug tot de 12e eeuw. Hier bevond zich een laathof van het huis Grimbergen. Het hof van De Spelt werd in de eerste helft van de 13e eeuw al vermeld, het geslacht De Spelt al in de 12e eeuw. Uit de 12e eeuw dateert ook de ringgracht. Na 1350 kwam het domein in bezit van tal van andere families die het als buitenverblijf gebruikten.
Er was sprake van een motte die in de 18e eeuw nog als château werd aangeduid. Halverwege de 19e eeuw was echter sprake van Appelkot ferme en was het blijkbaar een boerderij. De naam Appelkot kwam halverwege de 18e eeuw in zwang en had betrekking op de boomgaard aldaar.
Omstreeks 1862, toen het domein in bezit was van de Brusselse advocaat August Sachman, vond een ingrijpende verbouwing plaats. De boerderij werd omgebouwd tot koetshuis en het woonhuis werd sterk gewijzigd. Ook werd een tuin aangelegd. Het werd daarna nog diverse malen verbouwd, wisselde meermaals van eigenaar en kreeg de betiteling lusthof.

## Domein
Het domein omvat 4 ha en bepaalde bomen op het domein stammen nog uit de tijd van Sachman. Het landhuis is uitgevoerd als dubbelhuis. Het koetshuis, nu woonhuis, is in neoclassicistische stijl uitgevoerd.